# Simon Hald
Simon Hald, né le 28 septembre 1994 à Aalborg au Danemark, est un handballeur international danois évoluant au poste de pivot au Aalborg Håndbold depuis 2023.

## Palmarès

### En club
Compétitions internationales
- Ligue des Champions (C1) : 
  - Finaliste (1) : 2024

Compétitions nationales
- Championnat du Danemark
  - Vainqueur (3) : 2013 et 2017, 2024
- Championnat d'Allemagne
  - Vainqueur (1) : 2019
  - Vice-champion (2) : 2020, 2021
- Supercoupe d'Allemagne
  - Vainqueur (1) : 2019

### En équipe nationale
Jeux olympiques
- Médaille d'or aux Jeux olympiques de 2024

Championnats du monde
- Médaille d'or au championnat du monde 2019
- Médaille d'or au championnat du monde 2021
- Médaille d'or au championnat du monde 2023
- Médaille d'or au championnat du monde 2025

Championnats d'Europe
- Médaille de bronze au championnat d'Europe 2022
- Médaille d'argent au championnat d'Europe 2024